# Born to Fashion
Born to Fashion é um reality show brasileiro criado por Fábio Delai que estreou em 13 de agosto de 2020, no E!. A série é apresentada pela supermodelo Lais Ribeiro.

## Episódios

### Resumo
| Temporada | Temporada | Episódios | Exibição original    | Exibição original     |
| Temporada | Temporada | Episódios | Estreia de temporada | Final de temporada    |
| --------- | --------- | --------- | -------------------- | --------------------- |
|           | 1         | 11        | 13 de agosto de 2020 | 15 de outubro de 2020 |

### 1.ª Temporada (2020)
| N.º na série | N.º na temp. | Título        | Dirigido por | Escrito por | Exibição original      |
| --- | ------------ | ------------- | ------------ | ----------- | ---------------------- |
| 1 | 1            | "Episódio 1"  | ASA          | ASA         | 13 de agosto de 2020   |
| Lais Ribeiro e seu time de especialistas, Lila Colzani, André Veloso e Alice Marcone, buscam por meninas trans aspirantes a modelo para participarem da primeira temporada de Born to Fashion. Durante o casting, conhecemos |              |               |              |             |                        |
| 2 | 2            | "Episódio 2"  | ASA          | ASA         | 20 de agosto de 2020   |
| Exposição é algo que não deixa todo mundo confortável, mas não tem jeito, é condição primordial para se sair bem nas passarelas e revistas. E é por isso, que as meninas passam pelo desafio de mostrar um pouco mais de si através das próprias redes sociais com ajuda de Penelopy Jean, visando uma imagem forte e atraente para o mercado. |              |               |              |             |                        |
| 3 | 3            | "Episódio 3"  | ASA          | ASA         | 27 de agosto de 2020   |
| Não é só de fotos e eventos que vive uma modelo. Ela também precisa conhecer profundamente a história da moda: grandes modelos fazem história com seu jeito de desfilar. O conhecimento das participantes sobre o tema é avaliado num teste teórico. |              |               |              |             |                        |
| 4 | 4            | "Episódio 4"  | ASA          | ASA         | 3 de setembro de 2020  |
| A convite de Lais Ribeiro, Alexandre Herchcovitch assiste as atividades das meninas. Na primeira, elas apresentam um programa de TV, mostrando desenvoltura, capacidade de improvisação e seriedade diante de qualquer texto. Na segunda, atuam num curta-metragem de ação e suspense em surpreendentes locações de São Paulo e provam que são grandes heroínas, na frente ou atrás das câmeras. Depois desta vivência, Alexandre sai encantado com as meninas. Será que ele volta num próximo episódio? |              |               |              |             |                        |
| 5 | 5            | "Episódio 5"  | ASA          | ASA         | 10 de setembro de 2020 |
| Participantes e especialistas começam o dia gravando o vídeo promocional de divulgação do programa para o Canal E!. É hora de provar que são modelos de verdade. Depois, uma dinâmica inusitada vai influenciar a relação de todas até o final da temporada. Elas avaliam a si mesmas e umas as outras, e só no final descobrem que o teste causa uma eliminação. Mas a tensão não termina por ai, enfrentam em seguida um ensaio fotográfico de biquíni, que põe à prova a insegurança sobre o corpo que, até então, os looks altamente produzidos vinham mascarando. |              |               |              |             |                        |
| 6 | 6            | "Episódio 6"  | ASA          | ASA         | 17 de setembro de 2020 |
| É dia para viver como uma It Girl. Com a presença ilustre de uma influencer digital e muitas caixas com surpresas dentro, as meninas têm que gravar publiposts sobre objetos inusitados e até mesmo eróticos! A diversão é interrompida quando são convocadas para um novo casting. Lá, reencontram Alexandre Herchcovitch e outros nomes do mercado da moda. O nível de exigência agora é maior e o desempenho delas determinará os pormenores do desfile que acontecerá no final do programa. Na volta para casa, elas são surpreendidas com uma parada inesperada: uma festa surpresa com amigos e namorados. É o primeiro contato das participantes com conhecidos, depois de terem entrado no programa. |              |               |              |             |                        |
| 7 | 7            | "Episódio 7"  | ASA          | ASA         | 24 de setembro de 2020 |
| A ressaca é grande, mas a jornada continua. Seus corpos são seus principais instrumentos de trabalho e dominá-lo é um grande diferencial, por isso elas fazem uma aula de Vogue Dancing. |              |               |              |             |                        |
| 8 | 8            | "Episódio 8"  | ASA          | ASA         | 1 de outubro de 2020   |
| Na reta final, os especialista e candidatas dão o melhor de si. É a última chance que elas têm de treinar antes da final. As garotas precisam provar sua personalidade fotográfica em apenas um click de um portrait P&B, vestidas como homem no melhor estilo Tomboy. Depois, num estilo oposto, desfilam pelo Red Carpet, com saltos altíssimos, sem perder a classe. Mas a polêmica surge na hora que se lança o desafio de uma sessão de fotos de nu artístico. Será que elas encaram e conseguem expressar sua personalidade e gênero sem aparatos? A moda pede ousadia e autoconfiança. É hora de provar quem está disposta a qualquer desafio para ser o novo rosto da moda brasileira.               |              |               |              |             |                        |
| 9 | 9            | "Episódio 9"  | ASA          | ASA         | 8 de outubro de 2020   |
| Em uma retrospectiva emocionante e surpreendente, o público revive os melhores momentos da primeira temporada de Born to Fashion. |              |               |              |             |                        |
| 10 | 10           | "Episódio 10" | ASA          | ASA         | 15 de outubro de 2020  |
| Uma notícia espetacular quebra o clima de nostalgia que já se instaurou na casa com a chegada do último episódio do programa: a vencedora de Born to Fashion também será capa da revista Harper's Bazaar de peso internacional. Enfim, o grande dia chegou. Numa retrospectiva à obra de Alexandre Herchcovitch, as candidatas desfilam suas criações mais icônicas, em um evento aberto para imprensa e convidados. No final, revela-se a vencedora do programa e novo rosto da moda brasileira, que terá contrato firmado com a agência JOY. Mas as outras novas modelos estão aptas para revolucionar a moda e provar que há espaço para todas as formas de expressão no mundo.                           |              |               |              |             |                        |